# ラックスの等価定理
ラックスの等価定理（英: Lax equivalence theorem）またはラックス・リヒトマイヤーの定理とは、数値解析の分野で偏微分方程式を有限差分法で解くときに基本的な定理である。この定理は「well-posedな線形初期値問題との適合性を満たす有限差分法は、その解法が安定なとき，そしてそのときに限り収束する。」すなわち「安定性＋適合性が収束性の必要十分条件である」という定理である。この定理により、整合かつ安定な解法は格子幅→0で格子に依存しない解に収束することが保証される。この定理はピーター・ラックスによる。ラックスの同等定理、ラックスの等価原理とも呼ばれる。
定理に出てくる用語はそれぞれ以下のように定義される。
適合性または整合性 (consistency)空間および時間を離散化した時の格子幅を限りなく0に近づけたときに、離散化方程式と元の微分方程式の差が0に収束することである。この差は一般には格子点についてのテイラー展開によって評価される。
安定性どのような原因による誤差（丸め誤差、打切り誤差など）も計算過程で成長しないことである。数値解析の安定性はノイマンの方法により解析される。
収束格子幅を限りなく0に近づけたときに、離散化方程式の解が元の微分方程式の厳密解に収束することである。数値解析をするときに求められる正しい解とは、この意味での収束解のことである。
この定理の重要性は、有限差分法の解が偏微分方程式の解へ収束することが望まれるが、通常それを確立することは困難であるということである。それは、数値解法は漸化式で定義される一方、微分方程式は微分可能な関数を含むからである。しかし、適合性（有限差分法が偏微分方程式を正しく近似すること）が直接に検証され、安定性を示すこと（これは丸め誤差が計算を破壊しないことを示すために任意のイベントで必要とされるであろう）は通常収束性よりやさしい。したがって収束性は通常この定理によって示される。
この文脈では安定性とは反復計算で用いられる行列の行列ノルムがほとんど 1 であること（ラックス・リヒトマイヤー安定性と呼ばれる）を意味している。フォン・ノイマンの安定性解析が便利なのでよく利用されるが、この解析はあるケースのラックス・リヒトマイヤー安定性のみを示している。